# Старі Кривотули
Старі Кривотули — село, яке входить до складу Тисменицької міської громади Івано-Франківського району Івано-Франківської області.

## Географічне розташування
Село розташоване в південно-східній частині Тисменицької МТГ та Івано-Франківського району. Відстань від обласного центру ~ 28 км від обласного центру, від м.Тисмениця - 17 км.
Через село проходить автотраса Івано-Франківськ – Коломия – Чернівці та протікає річка Ворона. Територіальна площа села становить 1475,3 га.
Межує на півночі з селами Одаї і Слобідка, на сході - з Красилівкою, на півдні - з Отинією, на заході знаходиться ліс.

## Історія
Перша письмова згадка про село відходить до 30 липня 1436 року.
Існує декілька гіпотез щодо походження назви села. Одна з них пов’язана з місцем його заснування. Спочатку воно виникло на берегах ріки Опришина, яка колись мала криве русло.
За народним переказом, береги ріки, де заснувалося село, були важкодоступні, захищені зі сходу лісистими горбами, з півдня і заходу – двома повноводними ріками, озерами і болотами. Вони служили для перших поселенців надійним захистом (або "тулою") від ворогів і дали назву населеному пункту.
Ще одна гіпотеза говорить про те, що Старі Кривотули були засновані на рівній місцевості. Кожен господар будував собі оселю на власному ґрунті, де хотів і як хотів. Тож усі будівлі в селі були криво тулені, тобто криво поставлені, а не в ряд, як будували німці або поляки.
Відомо, що спочатку село належало Іванові з Бовшева, а з 1487 року поміщик Станіслав з Шепарівців під Коломиєю одержав його в спадщину.
На 1858 рік в Старих Кривотулах проживало 785 мешканців, на 1910 рік їх налічувалося вже 1425. В 1921 році в селі було 249 будинків та 1311 жителів, а в 1931 році – 383 будинки та 1929 жителів.
У 1930-х – 1940-х роках у селі діяло спортивно-пожежне товариство «Луг», яке займалося спортом та пожежними справами.
У вересні 1939 року Прикарпаття було захоплене радянськими військами, і в селі була встановлена радянська влада.
Друга світова війна забрала мільйони людських жертв, залишивши глибокі рани в душах односельчан. Понад 300 жителів села брали участь у війні, 80 з яких нагороджено медалями та орденами.
Однією із трагічний подій років Другої Світової Війни сталася 20 червня 1944 року, коли фашистські окупанти забрали 350 юнаків, більшість яких не повернулися на рідну батьківщину. Символом цієї події став пам’ятник, споруджений 1995 р. осередком «Меморіал», громадою села та при підтримці членів української діаспори у Великій Британії: Лук’яна Назарука та Василя Брезіцького (Велика Британія, м. Дербі). Для увіковічнення подвигів воїнів війни у селі споруджено пам’ятник «Вічна слава героям».
Також уродженці села брали участь у бойових діях УГА, захищаючи ЗУНР в 1918-1919 роках.
Багато односельчан були учасниками ОУН-УПА. Це патріоти, які пізнали гіркоту катівень і тюрем, а дехто - загинув важкою смертю в боротьбі за Українську державу. Серед них - Михайлишин Михайло, Твердун Ганна, Заліська Катерина, Заліський Лук’ян, Харевич Микола, Хомин Петро, Ільків Василь, Назарук Федір, Милик Василь, Дикун Михайло, Богак Яків та багато ін.
Після Другої світової війни почалась відбудова Старих Кривотул.
У 1947 р. в Старих Кривотулах споруджено сільський клуб, який був  центром культурного життя села. Першим завклубом був Стефанків Микола Михайлович.
У 1948 році на сцені клубу відбулася прем’єра вистави «Наталка Полтавка» за участю сільських аматорів.
Основним центром життя в усі часи була, є і завжди буде церква.
Перша згадка про церкву в Старих Кривотулах походить з податкового реєстру Руського воєводства 1578 року.
У XVIII ст. (а саме - у 1772 році), була побудована нова дерев’яна святиня біля правого берега ріки Ворони, при якій діяла парафіяльна школа. Згідно з історичними матеріалами, створена вона була коштом дідичів Потоцького та Нікоровича. За розмірами вона була досить малою, але вирізнялася надзвичайно красивим іконостасом.
Ця церква була знищена під час Першої світової війни.
Ну а опісля завершення війни дерев’яну церкву відбудували заново й відкрили у 1924 році.
Храм був більшим і вищим, зводився без жодного цвяха. Церква існує й до сьогодні.
Під час нацистської окупації святиню пограбували: зникло багато архівних документів, золотих чаш, хрестів, знищили цінні ікони та розписи. Рятуючи дзвони, односельчани закопали їх, а де – невідомо по сьогодні. Нові дзвони церкві подарували після Другої світової війни.
Парохами села свого часу були Михайло Тухович, Карлос Харкієвич, Володимир Микицей, Іван Палагицький, Юрій Кікта та ін.
Сьогодні парохами села та настоятелями церкви Архистратига Михаїла є о. Михайло Мельник та о. Ігор Пилипчук.

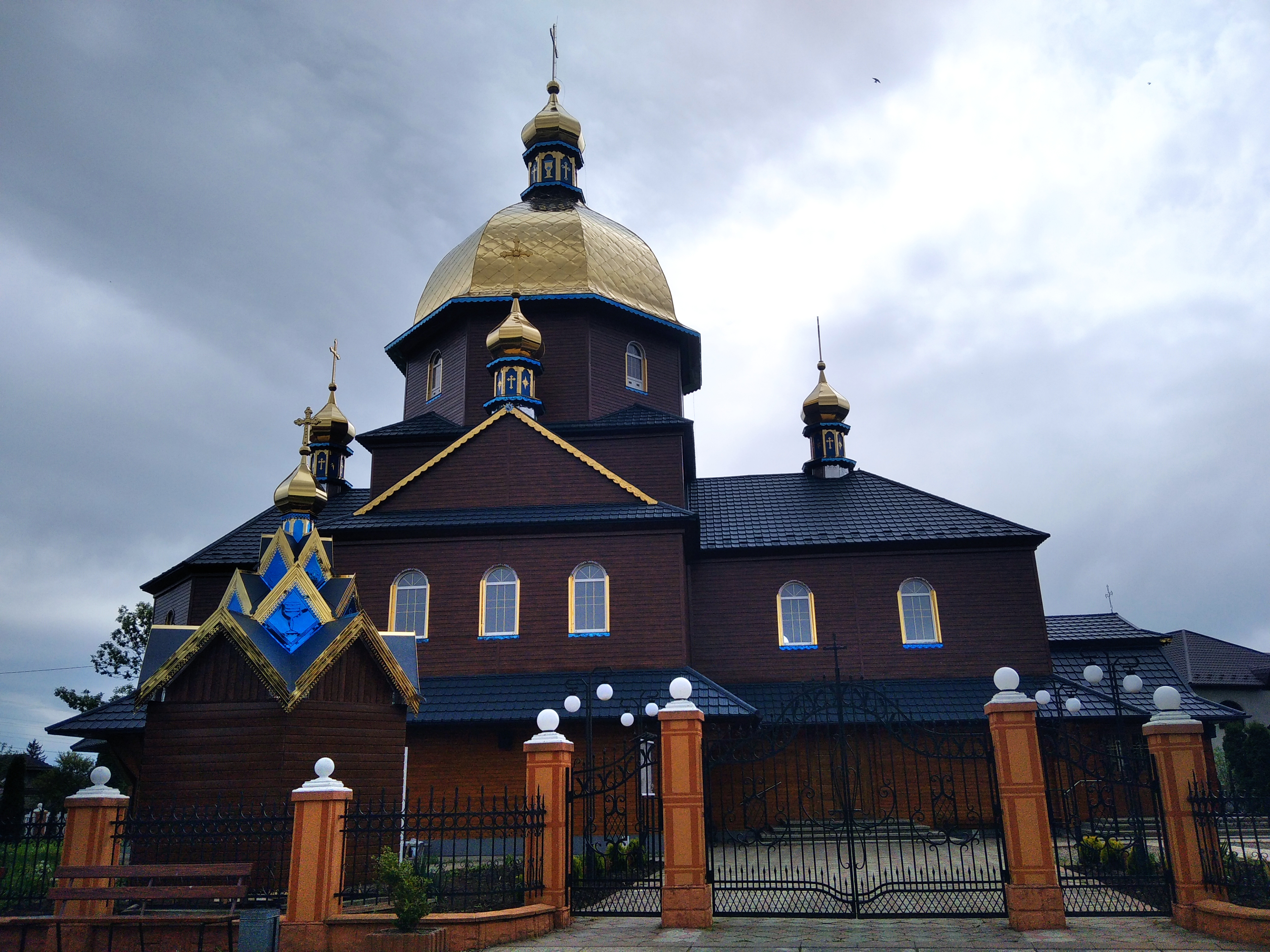
Церква Святого Архистратига Михаїла с.Старі Кривотули УГКЦ

Окрім самого храму, на її території також є капличка, статуя Пресвятої Діви Марії, відкрита та освячена у 2023 році, Хресна дорога та резиденція.
Довгий час на території храму також була дерев’яна дзвіниця. Але наприкінці 2000-х почалася будова нової, яку й було відкрито на початку 2010-х.
У 1960-х роках село було відоме на весь регіон своїм хором «Луг». У ті часи він був чи не єдиний в області.
То були роки, коли про художню самодіяльність лиш мріяли, бо ніхто не наважувався брати на себе відповідальність піднімати дух громади: часи були страшні, за одне слово можна було з манатками почимчикувати як мінімум — до тюрми десь у Франківську, як максимум — на заслання до Сибіру, звідки, можна було б і не вернутися.
Першим завідувачем сільського клубу тоді став Іван Петрович Харевич.

## Сучасність
Із здобуттям Україною незалежності починається нова сторінка історії села.
У 1990-х рр. відновлюється культурно-просвітницькі та громадські організації, зокрема «Просвіта» (голова організації – Богак Ганна Лук’янівна) та «Меморіал» (голова товариства – Харевич Іван Петрович), а осередком знань і духовності стають Старокривотульський ліцей та Церква Архистратига Михаїла УГКЦ.
До середини 1990-х Старі Кривотули було досить багатим селом. Були ковбасний цех, пекарня, млин, два столярні цехи та пилорама.
З часом усе добро, через політику корупції в державі, почало розпродуватися, а підприємства, відповідно, закидатися.
У селі дуже багато хрестів. Кожен має свою історію, але більшість споруджували як подяку Господу за щось.
Найвищий зробили ще у 1848 році — на честь знищення кріпосного права, який знаходиться на теперішній вул. Свободи.
У Старих Кривотулах є свій меморіальний комплекс. Причому досить великий – не в кожному селі є такий. У 1992-му тут звели символічну могилу «Борцям за волю України».
У Старих Кривотулах по-особливому люблять пісню.
Будинок культури в 1997 році було зруйновано. Така сама історія із дитячим садочком.
Сьогодні як Будинок культури використовується приміщення літньої естради у центрі села, а його директором є Гавадзин Михайло Іванович.
З 1975 році існує ансамбль пісні і танцю «Барви Прикарпаття», керівником якого до 2013 року був покійний Дмитро Мачошак. У 1977 році ансамблю було присвоєно почесне звання народного. Він є окрасою села, а станом на сьогодні його керівниками є Петро Заник, Надія Назарук та Михайло Гавадзин.
У 2000 році на місці зруйнованого будинку культури за допомогою товариства «Меморіал» побудовано пам’ятник Т. Г. Шевченку.
Існує в Старих Кривотулах футбольна команда юнаків і дорослих «Колос», яка успішно виступає на першості району. У 2007 році юнаки вибороли кубок, супер кубок та першість району. У 2008 році юнаки були срібними призерами першості району. Також під назвою «Колос» названий сільський стадіон, який знаходиться на вул.Спортивна.
Частину Кривотул складають новобудови. На краю села є АЗС «ANP», ВК «Нептун» та РВК «Транзит». Також з 2019 року на території села знаходиться Старокривотульська амбулаторія ЗПСМ, КНП "Тисменицька міська лікарня" Тисменицької міської ради.

## Населення

### Мова
Розподіл населення за рідною мовою за даними перепису 2001 року:
| Мова       | Кількість | Відсоток |
| ---------- | --------- | -------- |
| українська | 2464      | 99.92%   |
| російська  | 1         | 0.04%    |
| румунська  | 1         | 0.04%    |
| Усього     | 2466      | 100%     |

## Відомі люди
●  Василь Бендас (нар. 1976 р.) - український актор театру і кіно ( «Шоу довгоносиків», "Мамаду", "Весела хата", "Іван Сила", "Поводир")
●  Цюпер Михайло Михайлович (24.01.1971 - 15.06.2023) - старший сержант, військовослужбовець протитанкового взводу роти вогневої підтримки мотопіхотного батальйону військової частини А4267 (10-та ОГШБ "Едельвейс" ). Загинув 15 червня 2023 року, отримавши смертельні поранення поблизу населеного пункту Берестове Донецької області.
●  Назарук Іван Миколайович (23.12.1988 - 17.01.2024) - молодший сержант, командир 1 механізованого відділення в/ч А0335. Загинув 17 січня 2024 внаслідок несумісних з життям поранень, які отримав під час ворожого артилерійського обстрілу поблизу села Синьківка Куп'янського району Харківської області.